# Gyeonggi-do
Gyeonggi-do o Gyeonggi és la província de Corea del Sud més poblada. La capital de la província és Suwon. La major ciutat de Corea del Sud i, al mateix temps, la capital del país, Seül, es troba al cor d'aquesta província, però administrativament està separada del nivell provincial, constituint una ciutat especial (Teukbyeolsi).

## Geografia
Gyeonggi es troba al nord-oest de Corea del Sud. La província limita per l'est amb la província de Gangwon, pel sud amb les províncies de Chungcheong del Nord i Chungcheong del Sud, i per l'est amb Incheon i el mar Groc. La província envolta gairebé per complet el territori de Seül. Al nord contacta amb la Regió Industrial de Kaesong i amb la província de Hwanghae del Nord, territoris pertanyents a Corea del Nord.
La província de Gyeonggi, juntament amb l'àrea metropolitana de Seül i Incheon (àrea urbana que també és coneguda com a Àrea de la Capital Nacional Seül), forma part de la tradicional regió de Sudogwon. Durant la dinastia Joseon, aquesta zona va rebre el nom de Gijeon.
Té una superfície de 10.867 km², que en termes d'extensió és similar a la del Líban.